# Unione Sportiva Libertas 1925-1926
Questa pagina raccoglie le informazioni riguardanti l'Unione Sportiva Libertas nelle competizioni ufficiali della stagione 1925-1926.

## Rosa
| N. |                   | Ruolo | Calciatore        |
| -- | ----------------- | ----- | ----------------- |
|    | Italia (bandiera) | P     | Angelo Belluomini |
|    | Italia (bandiera) | A     | Armando Bonino    |
|    | Italia (bandiera) | A     | Ernesto Bonino    |
|    | Italia (bandiera) | P     | Enrico Canali     |
|    | Italia (bandiera) | C     | Del Debbio        |
|    | Italia (bandiera) | A     | Luigi Ferrero     |
|    | Italia (bandiera) | C     | Ivancsics         |

| N. |                     | Ruolo | Calciatore       |
| -- | ------------------- | ----- | ---------------- |
|    | Ungheria (bandiera) | D     | Jenő Löwy        |
|    | Italia (bandiera)   | P     | Mannini          |
|    | Italia (bandiera)   | D     | Andrigo Parlanti |
|    | Italia (bandiera)   | C     | Odoacre Pardini  |
|    | Italia (bandiera)   | A     | Carlo Ricci      |
|    | Italia (bandiera)   | C     | Vannucchi        |